# Mia Lerdam
Mia Lerdam (født 1. juli 1982) er en dansk skuespillerinde.

## Filmografi

### Tv-serier
| Serie                    | År        | Rolle               |
| ------------------------ | --------- | ------------------- |
| Kristian                 | 2009-2011 | Nikoline            |
| Rita                     | 2012-2022 | Lærer               |
| Bedrag                   | 2016-2019 | Indsatsleder        |
| Sommerdahl               | 2020-2022 | Pernille Wiederberg |
| Julehjertets hemmelighed | 2022      | Gyda                |